# Tourist (album)
Pour les articles homonymes, voir Tourist.
Albums de St Germain
From Detroit To St Germain
(1999) St Germain
(2015)
Tourist est le troisième album de St Germain, paru en 2001, et son premier avec le label Blue Note. Il signe le retour de l'artiste, cinq ans après son album Boulevard.
L'album remporte la Victoire de la musique de l' album de musiques électroniques, Techno ou Nouvelles Tendances en février 2001, devant Champs-Élysées de Bob Sinclar et Production de Mirwais.

## Liste des titres
| 1.    | Rose rouge              | 7:02 |
| 2.    | Montego Bay Spleen      | 5:41 |
| 3.    | So Flute                | 8:29 |
| 4.    | Land of...              | 7:50 |
| 5.    | Latin Note              | 5:57 |
| 6.    | Sure Thing              | 6:22 |
| 7.    | Pont des Arts           | 7:25 |
| 8.    | La Goutte d'or          | 6:17 |
| 9.    | What You Think About... | 4:48 |
| 59:50 |                         |      |

| 10. | Suivez le guide (feat. Claude Nougaro) | 7:00 |

La piste Rose rouge contient des extraits de Marlena Shaw.
La guitare sur la piste 2 (Montego Bay Spleen) est assurée par Ernest Ranglin.
So Flute (piste 3) est basé sur un morceau Ain't No Sunshine interprété par Roland Kirk.
En 2012, l'album est réédité en version remasterisée et disponible pour la première fois sur les plateformes de téléchargement légales.

## Musiciens
- Alexandre Destrez : claviers
- Pascal Ohse : trompette
- Edouard Labor : saxophone et flute
- Claudio De Qeiroz : baryton
- Idrissa Diop : tama
- Edmundo Carneiro : percussions
- Ludovic Navarre (St Germain) - compositeur, producteur & ingénieur du son